# Radosław Cielemęcki
Radosław Cielemęcki (ur. 19 lutego 2003 w Świebodzicach) – polski piłkarz, grający na pozycji ofensywnego pomocnika w  Podhalu Nowy Targ.
W latach 2021–2024 zawodnik Wisły Płock. W latach 2024–2025 piłkarz Radomiaka Radom. 

## Sukcesy

### Legia Warszawa
- Mistrzostwo Polski: 2019/2020
- Mistrzostwo Polski: 2020/2021[6]